# Schoppernau

Blick von Süden auf Schoppernau

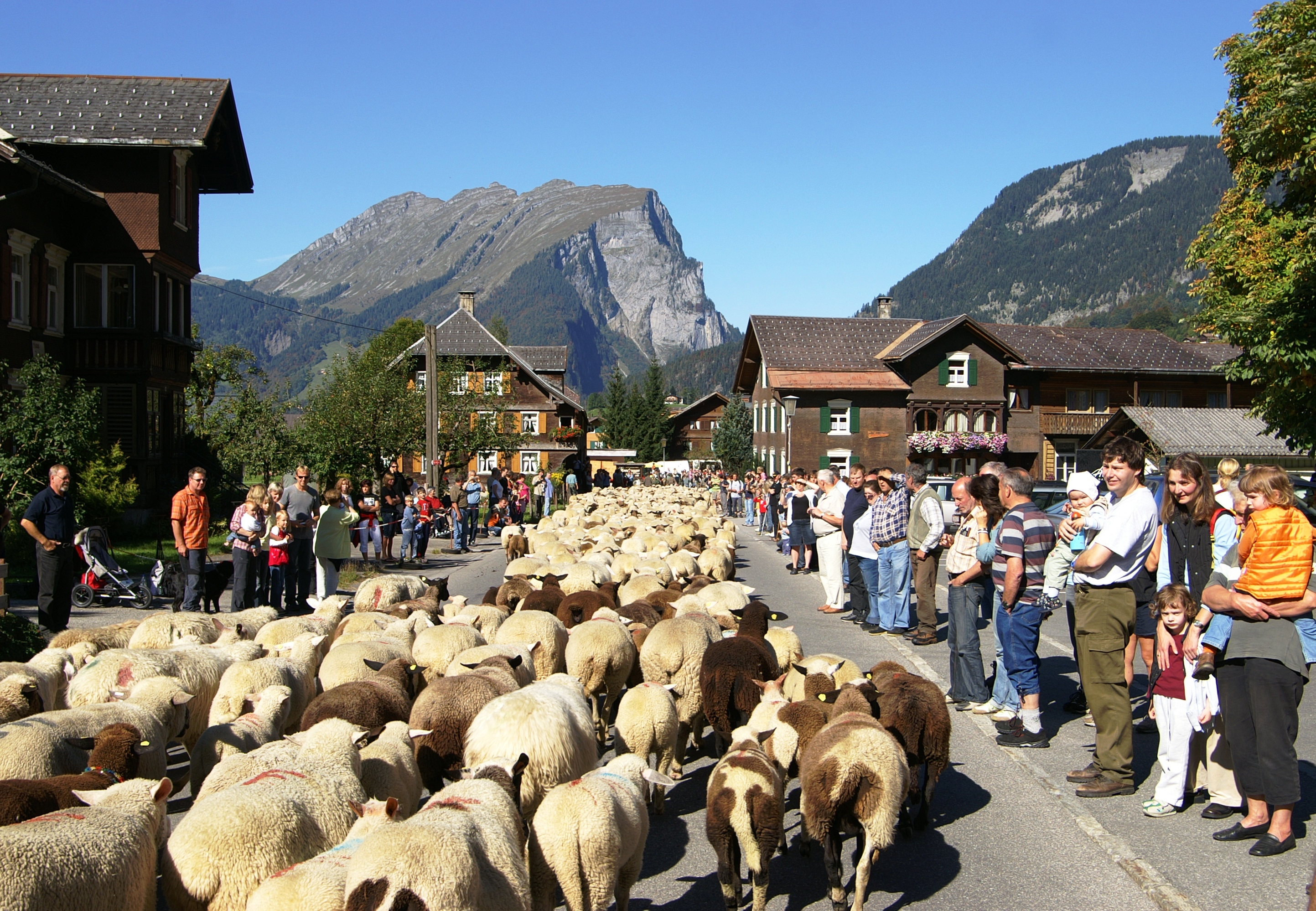
Almabtrieb in Schoppernau

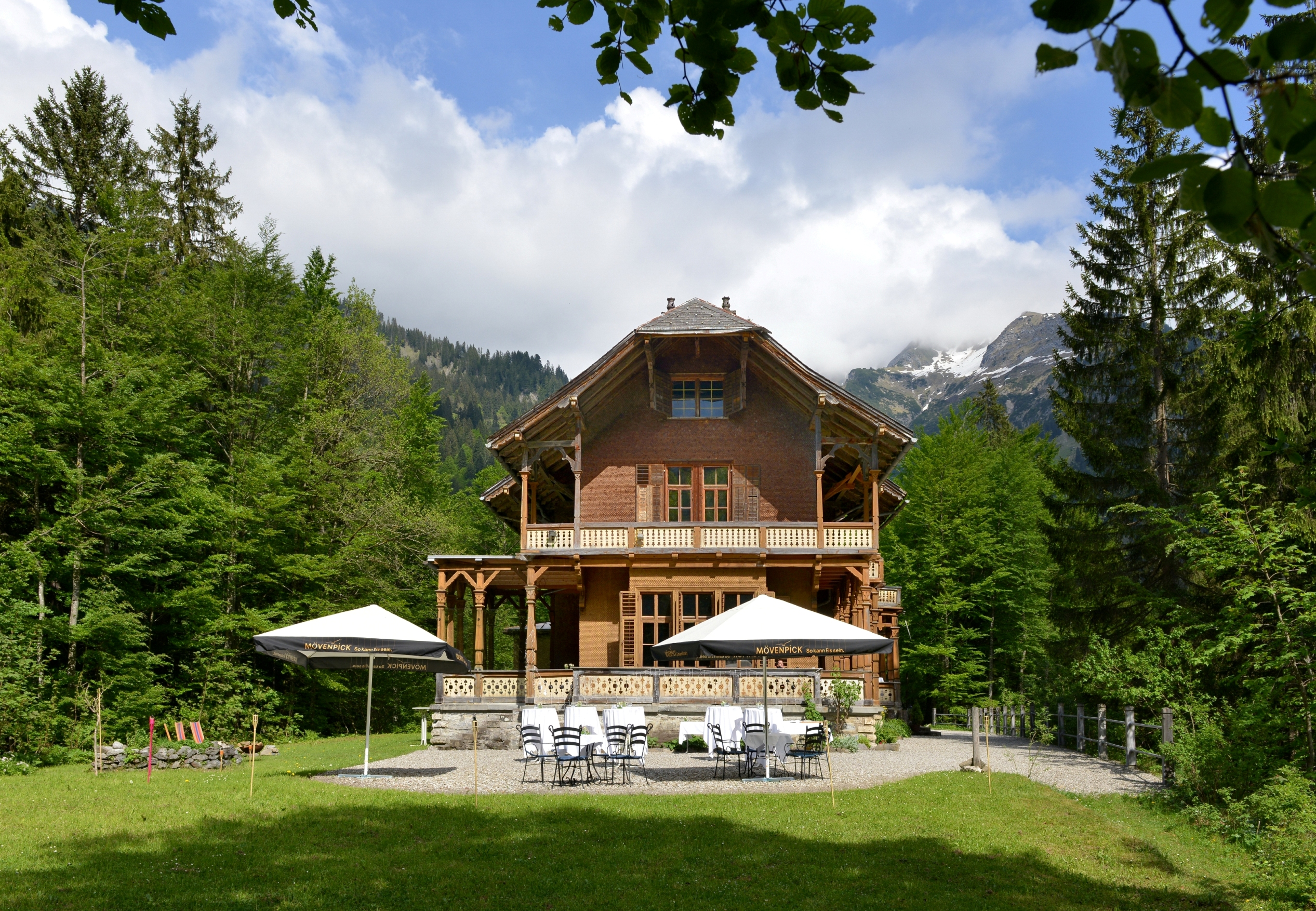
Die 1895 erbaute Jagdvilla Maund steht unter Denkmalschutz

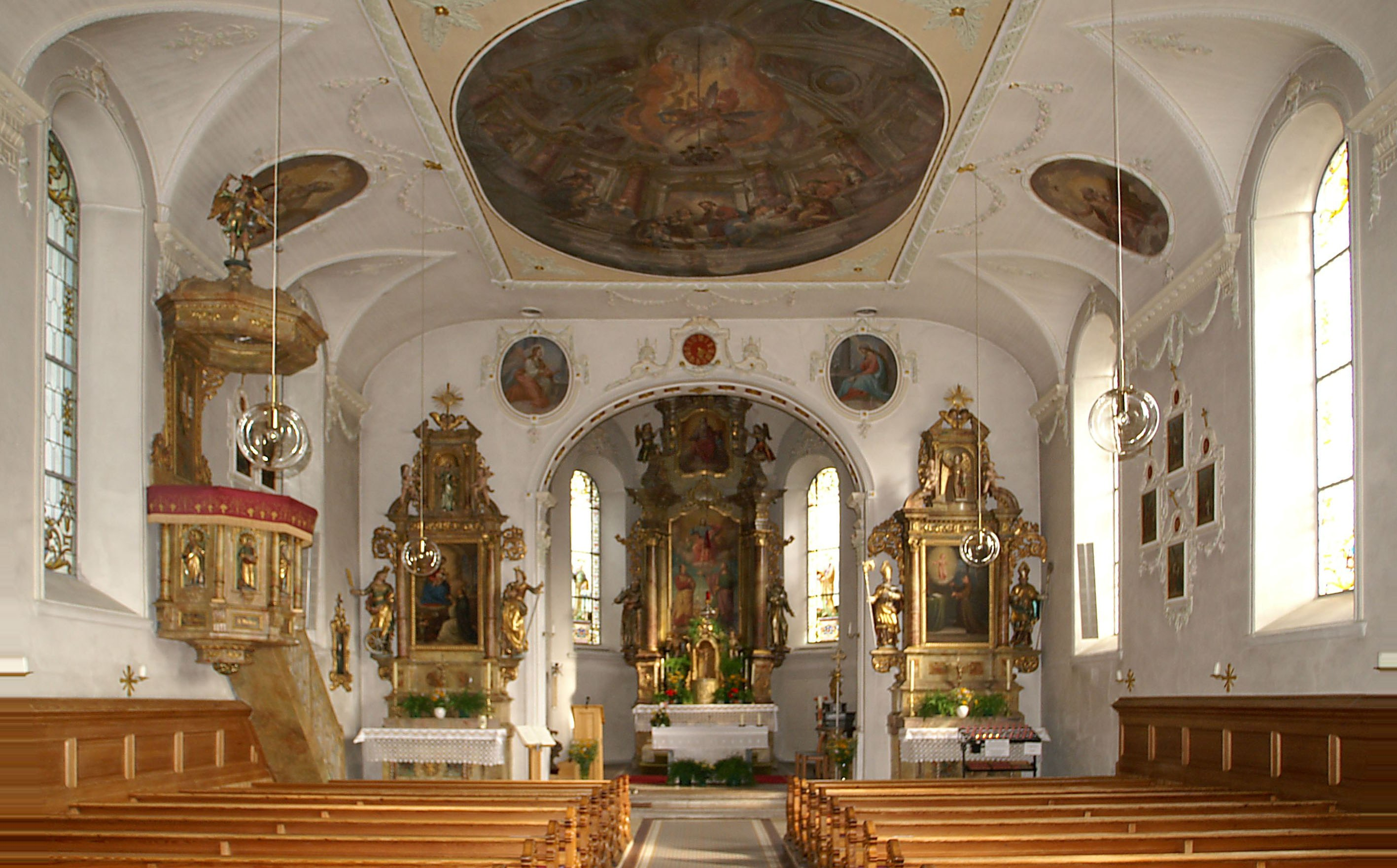
Pfarrkirche im Barockstil

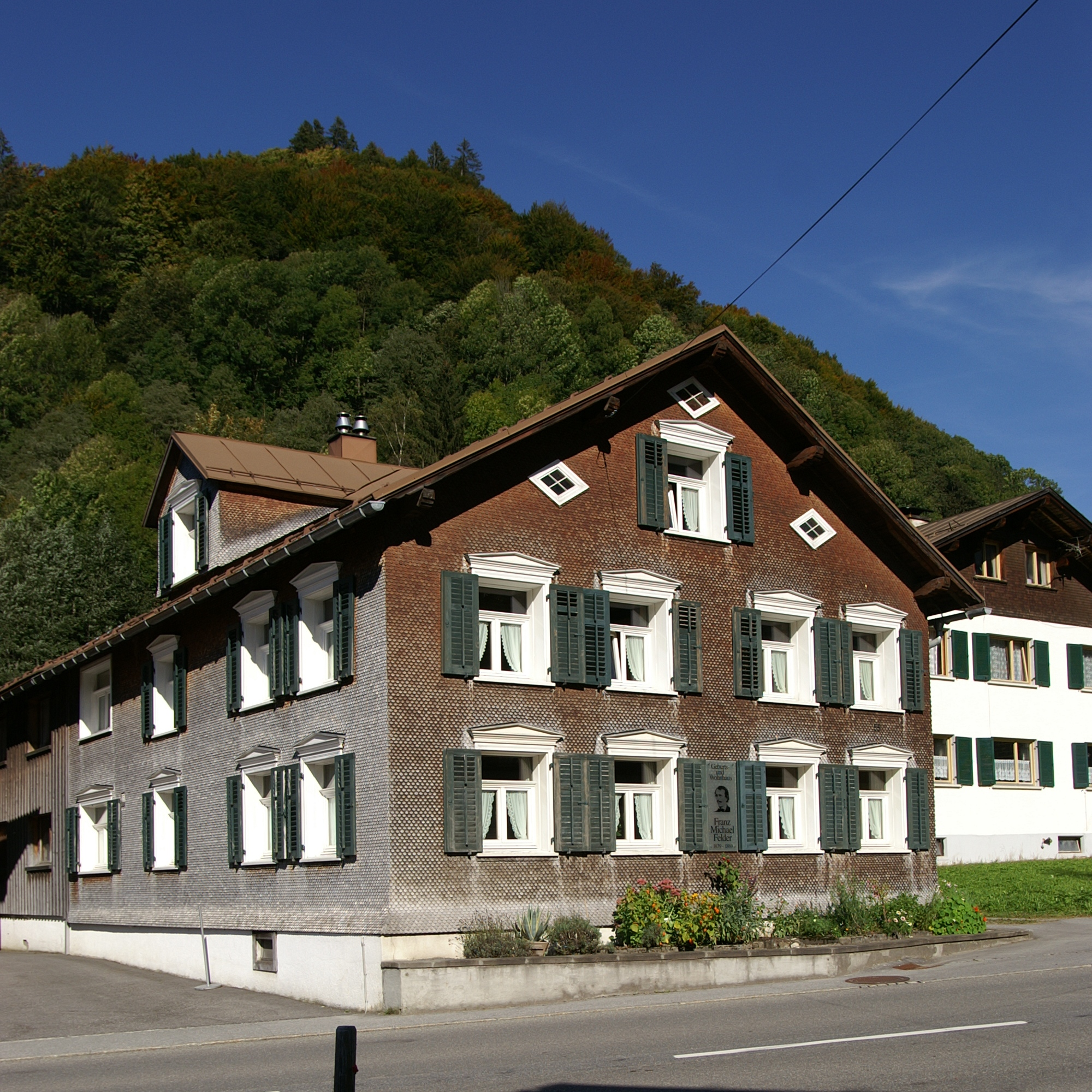
Geburtshaus von Franz Michael Felder

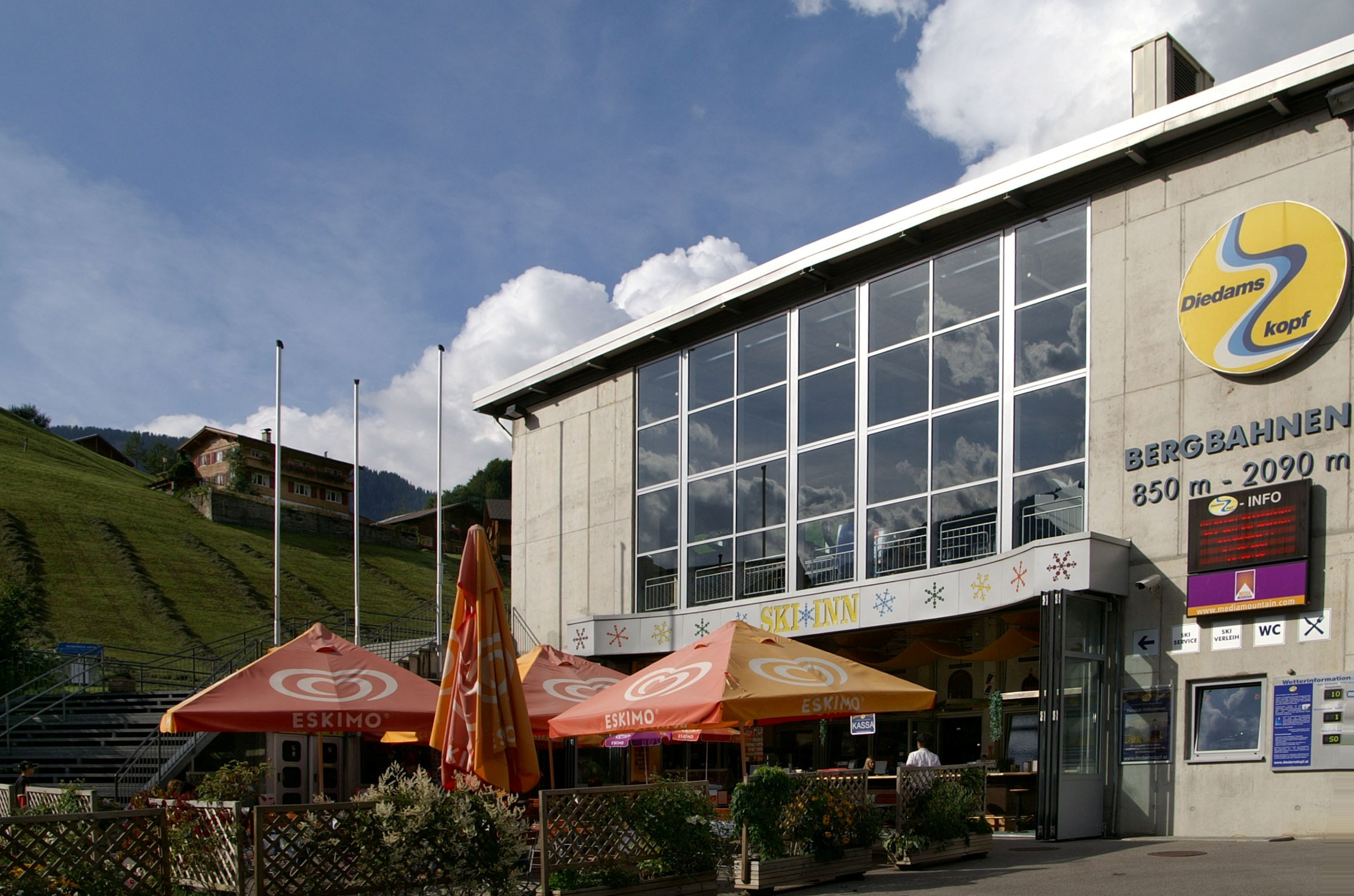
Talstation der Bergbahnen Diedamskopf

Schoppernau ist eine österreichische Gemeinde im Bundesland Vorarlberg mit 943 Einwohnern (Stand 1. Jänner 2024). Die Gemeinde liegt im Tal der Bregenzer Ach im hinteren Bregenzerwald und ist als Wintersportort überregional bekannt.

## Geografie

### Geografische Lage
Die Gemeinde Schoppernau ist eine Bregenzerwäldergemeinde und liegt im westlichsten Bundesland Österreichs, Vorarlberg, im Bezirk Bregenz östlich des Bodensees auf 852 Metern Höhe. Dabei liegt das Dorf am rechten Ufer der Bregenzer Ach als langgezogene reihendorfartige Siedlung. Unterhalb der erhöht gelegenen Pfarrkirche ist die Siedlung zum Haufendorf erweitert.
25,5 % der Gemeindefläche sind bewaldet, 36 % sind Teil der österreichischen Alpen. Insgesamt ist das Gemeindegebiet, dessen besiedelter Teil sich größtenteils in der Tallage der Bregenzer Ach befindet, geprägt von den Bergen des Bregenzerwald- und des Lechquellengebirges. Es existieren keine weiteren Katastralgemeinden in Schoppernau.

### Ortsteile
Ortsteile der Gemeinde Schoppernau sind
- Unterdorf
- Mühlebündt
- Mitteldorf
- Halde
- Riese
- Siedlung
- Oberdorf
- Gräsalp
- Holderstauden
- Gschwend
- Hinterm Stein
- Niederau
- Armengemach (jetzt nur noch ein Vorsäß)
- (Eggele, Ortsteil von Au, mit dem Auto aber nur über Schoppernau erreichbar)

### Nachbargemeinden
Schoppernau hat eine gemeinsame Gemeindegrenze mit fünf anderen Vorarlberger Gemeinden. Dies sind die Gemeinden Au, Mittelberg und Schröcken sowie die Marktgemeinde Bezau im Bezirk Bregenz und die Gemeinde Sonntag im Bezirk Bludenz. Nur knapp grenzt die Gemeinde am Diedamskopf nicht an Bizau. Die Gemeindegrenzen der beiden Gemeinden liegen hier teilweise nur wenige Meter voneinander entfernt, getrennt durch das Gemeindegebiet von Au.
|              | Bezau                                       |            |
| Au           | Kompassrose, die auf Nachbargemeinden zeigt | Mittelberg |
| Sonntag (BZ) |                                             | Schröcken  |

### Klima
|                        | Jan  | Feb  | Mär  | Apr  | Mai  | Jun  | Jul  | Aug  | Sep  | Okt  | Nov  | Dez  |   |      |
| Mittl. Temperatur (°C) | −4,1 | −2,9 | 1,0  | 5,1  | 10,6 | 13,8 | 15,8 | 14,9 | 11,2 | 7,1  | 0,9  | −2,8 | ⌀ | 5,9  |
| Mittl. Tagesmax. (°C)  | 0,5  | 3,1  | 7,6  | 12,0 | 17,4 | 20,0 | 22,3 | 21,6 | 17,8 | 13,5 | 5,8  | 1,2  | ⌀ | 11,9 |
| Mittl. Tagesmin. (°C)  | −7,7 | −7,0 | −3,2 | 0,5  | 4,9  | 8,2  | 10,3 | 10,0 | 7,0  | 3,2  | −2,4 | −6,0 | ⌀ | 1,5  |
|                        |      |      |      |      |      |      |      |      |      |      |      |      |   |      |
| Niederschlag (mm)      | 135  | 126  | 161  | 134  | 172  | 225  | 265  | 251  | 175  | 126  | 149  | 153  | Σ | 2072 |
|                        |      |      |      |      |      |      |      |      |      |      |      |      |   |      |
| Luftfeuchtigkeit (%)   | 82,3 | 69,3 | 58,9 | 52,1 | 53,7 | 56,6 | 57,9 | 59,1 | 60,6 | 64,0 | 79,4 | 85,6 | ⌀ | 65   |

| −7,7 |

| −7,0 |

| −3,2 |

| 0,5 |

| 4,9 |

| 8,2 |

| 10,3 |

| 10,0 |

| 7,0 |

| 3,2 |

| −2,4 |

| −6,0 |

| −7,7 |

| −7,0 |

| −3,2 |

| 0,5 |

| 4,9 |

| 8,2 |

| 10,3 |

| 10,0 |

| 7,0 |

| 3,2 |

| −2,4 |

| −6,0 |

## Geschichte
Die Gemeinde Schoppernau taucht im 15. bis 17. Jahrhundert urkundlich auf als „Schapernow“ und „Schaupernaw“. Sie gehörte dem Gerichtsbezirk Bregenzerwald an und kam mit der Herrschaft Feldkirch 1390 an Österreich.
Die Habsburger regierten die Orte in Vorarlberg abwechselnd von Tirol und Vorderösterreich (Freiburg im Breisgau) aus. Von 1805 bis 1814 gehörte der Ort zu Bayern, dann wieder zu Österreich. Zum österreichischen Bundesland Vorarlberg gehört Schoppernau seit der Gründung 1861. 1910 war konkret geplant, die 1902 eröffnete Bregenzerwaldbahn von Bezau bis Schoppernau zu verlängern, dies scheiterte aber am Ausbruch des Ersten Weltkriegs. Von 1945 bis 1955 war der Ort Teil der französischen Besatzungszone in Österreich. Zur Geschichte des Heilbads siehe Bad Hopfreben.

## Kultur und Sehenswürdigkeiten

### Kirchen und Kapellen
Pfarrkirche Hl. Philippus und Jakobus
Um 1500 stand hier eine Kapelle. 1610 und 1682 erfolgten Neubauten und die heutige Kirche mit Turm wurde 1710 erbaut. 1796 erfolgte eine Neugestaltung durch Josef Anton Natter und Josef Simon Moosbrugger. 1956/1957 wurde die Kirche nochmals vergrößert und es wurde eine Orgelempore nach Plänen von Kaspar Albrecht eingebaut. Es finden sich Stuckdekor von Franz Michael Felder (1796) und Figuren von Christian Moosbrugger (1928). An der Südwand des Chores befindet sich ein Denkmal mit Profilportrait des Dichters Franz Michael Felder (1839–1869)
Armenseelenkapelle
erbaut gegen Ende des 19. Jahrhunderts in der Himmelriese, im Jahr 2018 in Massivholzbauweise (Brettsperrholz) neu gebaut. Dabei wurden die fertigen Wände sowie der bereits zusammengebaute Dachstuhl mit kupfergedecktem Turm mit einem Hubschrauber auf das Fundament gesetzt. Der Neubau wurde zum größten Teil durch Freiwilligenarbeit sowie Spenden finanziert.
Die Pläne stammen von Zimmermeister Werner Moosbrugger
Kapelle Hl. Maria
in Gräsalp
Kapelle Hl. Maria
Erbaut 1644 in Hinterhopfreben, wurde diese Kapelle 1912 nach Plan von Kaspar Felder vergrößert.
Kapelle Hl. Maria
in Schalzbach 1981 nach Plänen von Kaspar Felder erbaut.

### Gemeindeamt
Dieses Gebäude wurde 1968/1969 von Jakob Albrecht erbaut und beherbergt heute das Franz-Michael-Felder-Museum.

### Weitere historische Gebäude
- Villa Maund
- Geburtshaus von Franz Michael Felder

## Wirtschaft und Infrastruktur
Die Landwirtschaft mit der Milchverarbeitung (Käserei) sowie der Fremdenverkehr sind von großer Bedeutung. Im Tourismusjahr 2018/2019 betrug die Zahl der Übernachtungen 192.156.
Zusammen mit der Nachbargemeinde Au bildet Schoppernau den Tourismus-Verband Au-Schoppernau.

### Ansässige Unternehmen
In Schoppernau befindet sich der Sitz der Bergbahnen Diedamskopf, die ein Unternehmen der Silvretta Nova Gruppe waren, welche sich seit 2007 im Besitz der BTV befindet. Seit 2009 gehören die Bergbahnen Diedamskopf zu 49 % der Raiffeisen Bank Au und den Gemeinden Au und Schoppernau so wie zu 51 % der Liftgesellschaft Warth. Sie betreiben die aus zwei Sektionen bestehende Gondelbahn (Umlaufseilbahn) auf den Diedamskopf.

### Bildung
Am Ort gibt es eine Volksschule mit (Stand: 2020/21) 52 Schülern sowie einen Kindergarten.

## Politik

### Gemeindevertretung
In Vorarlberg wählen die Bürger alle fünf Jahre die Mitglieder der Gemeindevertretung durch Ankreuzen eines Listen-Wahlvorschlages bzw. durch Mehrheitswahl wenn kein Listenvorschlag vorliegt. Weiters den Bürgermeister durch Ankreuzen eines Wahlvorschlages.
Die Gemeindevertretung wählt in der konstituierenden Sitzung aus ihrer Mitte – sofern keine Wahl durch die Bürger zustande kam – gemäß § 61 Gemeindegesetz einen Bürgermeister und dann einen mindestens dreiköpfigen Gemeindevorstand. Die Zahl dieser „Gemeinderäte“ darf aber gemäß § 55 den vierten Teil der Zahl der Gemeindevertreter nicht übersteigen.
Der Bürgermeister führt den Vorsitz bei den generell öffentlichen Sitzungen der Gemeindevertretung, in denen kommunale Belange besprochen und Beschlüsse gefasst werden. Beobachter haben kein Mitspracherecht und kein Stimmrecht. Die Gemeindevertretung kann nach Bedarf Ausschüsse bestellen. Sitzungen des Gemeindevorstandes und der Ausschüsse sind nicht öffentlich.

#### Sitzverteilung nach den Wahlen
- Gemeindevertretungswahlen 1985: Allg.Sch.Bürgerliste 12.[8]
- Gemeindevertretungswahlen 1990: Allg.Sch.Bürgerliste 7, Gemeinsam für Schoppenau 5.[9]
- Gemeindevertretungswahlen 1995: Schoppernauer Bürgerliste 12.[10]
- Gemeindevertretungswahlen 2000: Schoppernauer Bürgerliste 12.[11]

- Mangels wählbarer Listen erfolgten die Wahlen 2005 per Mehrheitswahl.[12]

- Gemeindevertretungswahlen 2010: Schoppernauer Bürgerliste 9, Gemeinsam für Schoppenau 3.[13]
- Gemeindevertretungswahlen 2015: Schoppernauer Bürgerliste 12.[14]
- Gemeindevertretungswahlen 2020: Schoppernauer Bürgerliste 12.[15]
- Gemeindevertretungswahlen 2025: Schoppernauer Bürgerliste 12.[16]

### Bürgermeister
- 1945–1950 Peter Greussing[17]
- 1950–1955 Albert Felder[17]
- 1955–1973 Peter Willi[17]
- 1973–1990 Michael Felder[17]
- 1990–2003 Adelhelm Willi[17]
- 2003–2010 Pius Simma[17][18]
- seit 2010 Walter Beer[19]

### Wappen
Der Gemeinde wurde 1930 folgendes Wappen verliehen: Ein roter, von einer aufsteigenden, silbernen Spitze durchzogener Schild. Die Spitze ist mit einer natürlichen, entwurzelten, abgeledigten Tanne belegt und von je einer silbernen Kuhglocke begleitet.
Eine Tanne führte Schoppernau bereits im 19. Jahrhundert im Siegel. Die Kuhglocken symbolisieren die Bedeutung der Milchwirtschaft.

## Persönlichkeiten

### Söhne und Töchter von Schoppernau
- Andreas Moosbrugger (1722–1787), Rokoko-Stuckateur
- Peter Anton Moosbrugger (1732–1806), Rokoko-Stuckateur
- Josef Simon Moosbrugger (1774–1831), Baumeister und Stuckateur
- Hieronymus Moosbrugger (1808–1858), Bildhauer
- Franz Michael Felder (1839–1869), Schriftsteller
- Franz Michel Willam (1894–1981), Priester, Schriftsteller und Theologe
- Herlinde Löhr (1927–2009), Heimatforscherin
- Walter Strolz (1927–2022), Verlagslektor, Schriftsteller und Philosoph
- Anton Türtscher (* 1933), Politiker (ÖVP), Abgeordneter zum Nationalrat, Landesrat
- Christoph Lingg (* 1964), Fotograf
- Philipp Lingg (* 1984), Komponist und Texter

### Personen, die mit Schoppernau verbunden sind
- Alexander Moosbrugger (* 1972), Komponist
- Niklas Bachlinger (* 2001), Skispringer des WSV Schoppernau

## Sonstiges
Bekanntheit erlangte Schoppernau auch durch den Song Vo Mello bis ge Schoppornou von Holstuonarmusigbigbandclub, der in mehreren Ländern chartete.